# Austin Sealy
Sir Austin Llewellyn Sealy (* 17. September 1939) ist ein barbadischer Finanzmanager, Diplomat und Sportfunktionär.

## Allgemeines
Austin Sealy besuchte das Harrison College in der barbadischen Hauptstadt Bridgetown. Nach seiner Ausbildung arbeitete er von 1958 bis 1993 als Bankier. 1993 und 1994 war er Botschafter von Barbados im Vereinigten Königreich und in Israel. Seit 1994 ist er als Wirtschafts- und Finanzberater tätig.

## Ämter in Sportverbänden
Austin Sealy war von 1970 bis 1978 und von 1981 bis 1988 Präsident der Athletics Association of Barbados, dem barbadischen Leichtathletik-Verbandes. Seit 1988 ist er dessen Ehrenpräsident. Für das NOK von Barbados war er von 1974 bis 1978 als Schatzmeister tätig. Von 1982 bis 1996 war er der Präsident des NOKs. Im Organisationskomitee der Commonwealth Games wirkte Sealy von 1982 bis 1986 als Mitglied der Finanzkommission und von 1986 bis 2015 als Schatzmeister. Seit 2015 ist er Ehren-Vizepräsident auf Lebenszeit. 2007 war er zudem Vorsitzender des Organisationskomitees des Cricket World Cup 2007, der ihn Bridgetown ausgetragen wurde. Seit 2011 ist er Mitglied der Finanz- und Verwaltungskommission der Welt-Anti-Doping-Agentur WADA.

## Tätigkeiten innerhalb des IOC
1994 wurde Austin Sealy zum IOC-Mitglied gewählt. Er war und ist Mitglied in verschiedenen IOC-Kommissionen, so z. B. Olympische Solidarität (1995 bis 2001), Internationale Beziehungen (2013 bis 2015) und Öffentlichkeitsarbeit und soziale Entwicklung (seit 2015).

## Ehrungen und Auszeichnungen
1985 wurde Sealy der barbadische Orden (Silver Crown of Merit) verliehen. 2014 wurde er von Königin Elisabeth II. als Knight Bachelor („Sir“) in den Adelsstand erhoben.